# Cetexa graecula
Cetexa graecula är en insektsart som beskrevs av Ball 1901. Cetexa graecula ingår i släktet Cetexa och familjen dvärgstritar. Inga underarter finns listade i Catalogue of Life.